# 15929 Ericlinton
15929 Ericlinton este un asteroid din centura principală de asteroizi.

## Descriere
15929 Ericlinton este un asteroid din centura principală de asteroizi. A fost descoperit pe 22 noiembrie 1997 la Kitt Peak National Observatory în cadrul proiectului Spacewatch. Asteroidul prezintă o orbită caracterizată de o semiaxă mare de 3,17 ua, o excentricitate de 0,12 și o înclinație de 1,5° în raport cu ecliptica.